# Kedungdowo (Arjasa)
Kedungdowo is een bestuurslaag in het regentschap Situbondo van de provincie Oost-Java, Indonesië. Kedungdowo telt 3100 inwoners (volkstelling 2010).